# Network Switching Subsystem
Der englischsprachige Begriff Network Switching Subsystem (kurz: NSS) bezeichnet einen Teil der GSM-Mobilfunkinfrastruktur. Seine Funktion besteht in der Vermittlung von Gesprächs- oder Datenverbindungen innerhalb des Base Station Subsystem oder zu Partnernetzwerken wie dem öffentlichen Telefonnetz.

## Aufbau
Das NSS besteht im Wesentlichen aus folgenden Komponenten:
- Mobile Switching Center (MSC)
- Visitor Location Register (VLR)
- Home Location Register (HLR)

## Aufgaben und Funktionsweise
Das NSS erfüllt ein ganzes Bündel von Aufgaben, zum Beispiel die Weiterleitung von Telefongesprächen zu anderen Mobilfunkteilnehmern oder in das Festnetz anhand der Daten aus dem VLR, die Organisation des Handovers, wenn ein Teilnehmer die Mobilfunkzelle während einer Übertragung wechselt oder die Generierung von Abrechnungsinformationen für die Provider.